# Resolutie 477 Veiligheidsraad Verenigde Naties
Resolutie 477 van de Veiligheidsraad van de Verenigde Naties werd op 30 juli 1980 unaniem aangenomen, op de 2244e vergadering van de Raad.

## Achtergrond
Op de vorige vergadering had de VN-Veiligheidsraad beslist om de kandidatuur van Zimbabwe om lid van de Verenigde Naties te worden door te sturen naar de commissie voor de Toelating van Nieuwe Leden.
Op de vergadering op 30 juli werd het rapport van de commissie besproken. Hiervoor waren de landen Algerije, Australië, Egypte, Duitsland, Japan, Pakistan, Roemenië en Sierra Leone uitgenodigd, zonder stemrecht.

## Inhoud
De Veiligheidsraad had de aanvraag van Zimbabwe bestudeerd, en beval aan de Algemene Vergadering aan om Zimbabwe toe te laten als VN-lidstaat.

## Verwante resoluties
- Resolutie 453 Veiligheidsraad Verenigde Naties (Saint Lucia)
- Resolutie 464 Veiligheidsraad Verenigde Naties (Sint-Vincent en de Grenadines)
- Resolutie 489 Veiligheidsraad Verenigde Naties (Vanatu)
- Resolutie 491 Veiligheidsraad Verenigde Naties (Belize)

Lijst ·  462 ·  463 ·  464 ·  465 ·  466 ·  467 ·  468 ·  469 ·  470 ·  471 ·  472 ·  473 ·  474 ·  475 ·  476 ·  477 ·  478 ·  479 ·  480 ·  481 ·  482 ·  483 ·  484